# U 3024
U 3024 war ein deutsches Unterseeboot des Typs XXI der ehemaligen deutschen Kriegsmarine im Zweiten Weltkrieg.

## Bau und Indienststellung
Die Kriegsmarine gab U 3024 am 6. November 1943 bei der Deschimag Werft in Bremen in Auftrag. Zu diesem Bauauftrag gehörten 68 Boote der U-Bootklasse XXI, er wurde später auf 88 Boote erweitert. Bis Kriegsende lieferte die Deschimag Werft insgesamt 41 Boote dieser U-Boot-Klasse an die Kriegsmarine aus. Die Kiellegung von U 3024 erfolgte am 14. Oktober mit der Baunummer 1183. Oberleutnant zur See der Reserve Ferdinand Blaich stellte das Boot am 13. Januar 1945 in Dienst. Der 32-jährige Blaich hatte im Sommer 1943 seine U-Bootausbildung absolviert und diente seitdem als Schriftoffizier bei der Kriegsschiffbaulehrabteilung in Bremen. Von April 1944 bis Januar 1945 absolvierte Blaich einige Lehrgänge und eine Baubelehrung zu U 3024, das sein erstes U-Bootkommando wurde. Das Boot führte als Wappen einen Pinguin auf blauem Grund.

## Geschichte
U 3024 gehörte ab dem 13. Januar zur 4. U-Flottille, einer Ausbildungsflottille für U-Boote im Durchgang, die in Stettin stationiert war. Das Boot verlegte dementsprechend über den Kieler Kanal in das Seegebiet bei Swinemünde, wo Kommandant Blaich Ausbildungsfahrten zum Training der Besatzung und zum Einfahren des Bootes unternahm.

### Regenbogen-Befehl
U 3024 wurde am 3. Mai 1945 vor Neustadt von der eigenen Besatzung versenkt. Diese Versenkung erfolgte auf den Versenkungsbefehl des Flottillenchefs der 25. U-Flottille Korvettenkapitän Wilhelm Schulz den dieser am 29. April 1945 im Rahmen der Selbstversenkung der deutschen U-Boote nach Maßgabe des Regenbogen-Befehls formulierte. Ende April waren alle U-Boote der Kriegsmarine durch den Oberbefehlshaber der Kriegsmarine Hans-Georg von Friedeburg in drei Gruppen eingeteilt worden. U 3024 wurde der „Volksliste III“ – die Gruppe der U-Boote, die nicht mehr für den Fronteinsatz in Frage kamen – zugeteilt. Das Boot traf am 29. April in Travemünde ein und erhielt Schulz’ zweiseitigen schriftlichen Befehl, der detaillierte Anweisungen zur Versenkung des Bootes enthielt, und das Signal beschrieb, auf welches hin die Selbstversenkung erfolgen sollte. Drei Tage später fuhr U 3024 mit einer Rumpfbesatzung nach Neustadt. Schulz’ Befehl enthielt genaue Angaben über die Art der Versenkung, demnach sollten zunächst die Ventile geöffnet und das Boot mit Wasser geflutet werden. Durch das so eingeleitete Absinken des Bootes sollten in der Zentrale gelagerte Wasserbomben zur Detonation gebracht werden. Diese Methode führte allerdings zu Unfällen, weshalb sich einige Besatzungen für alternative Methoden entschieden, unter anderem die Vernichtung durch die eingeleitete Detonation der bordeigenen Torpedos – beispielsweise im Falle von U 3025.

### Versenkung
Als die Torpedos von U 3024 detonierten, lag das Boot in der Neustädter Bucht neben U 3014, dessen Rumpfbesatzung das Boot bereits verlassen hatte, während einige Mitglieder des Versenkungskommandos von U 3024 sich noch an Oberdeck befanden. Ohne Absprache mit dem Kommandanten von U 3014, der davon ausgegangen war, dass beide Boote durch Fluten versenkt werden sollten, brachte das Versenkungskommando von U 3024 zwei Torpedos im Bugraum des Bootes zur Detonation, wodurch U 3024 zerstört wurde und versank. Auch U 3014 und eine Barkasse, die beide Versenkungskommandos aufnehmen sollte, wurden durch die Druckwelle versenkt. U 3024 sank auf der Position 54°05,20 N/10°48' E. Es wurde nach dem Krieg gehoben und abgewrackt.